# Hippolyte Durand-Gasselin (1806-1888)
Pour les articles homonymes, voir Durand (nom de famille).
Hippolyte Louis Théophile Durand-Gasselin est un architecte nantais né le 23 mai 1806 à Chantenay-sur-Loire et mort le 9 octobre 1888 à Nantes.

## Biographie
Hippolyte Durand-Gasselin est le fils de Julien Joseph Durand-Gasselin (1762-1823), maire de Chantenay-sur-Loire de 1816 à 1823, et d'Anne Françoise Eulalie Moreau.
Hippolyte Durand-Gasselin est un jeune architecte lorsqu'il est appelé à collaborer sur le projet du passage Pommeraye par Jean-Baptiste Buron, avec qui il travaillera par la suite sur des villas de la côte Atlantique, qu'il a parfois réalisées seul (par exemple la « villa Malgré Tout » à Pornichet,).
Gendre du négociant Louis Yves Berthault, il est le père du banquier et industriel Hippolyte Durand-Gasselin (1839-1929) (légataire universel de Thomas Dobrée), le grand-père de Paul Bellamy et l'arrière grand-père de Victoire Durand-Gasselin.

## Principales réalisations
- Loire-Atlantique :
  - Passage Pommeraye à Nantes (1840)
  - Villa Malgré-Tout à Pornichet
  - Villa Ker Dagnet à Préfailles